# Werin Chotanan
Werin Chotanan – wieś w Armenii, w prowincji Sjunik. W 2011 roku liczyła 203 mieszkańców.